# Rhynchobaris
Rhynchobaris är ett släkte av skalbaggar. Rhynchobaris ingår i familjen vivlar.
Kladogram enligt Catalogue of Life:
| Rhynchobaris | \| \| Rhynchobaris centrinoides \| \| \| \| \| \| Rhynchobaris uniformis \| \| \| \| |
|              | \| \| Rhynchobaris centrinoides \| \| \| \| \| \| Rhynchobaris uniformis \| \| \| \| |
|              | Rhynchobaris centrinoides                                                            |
|              |                                                                                      |
|              | Rhynchobaris uniformis                                                               |
|              |                                                                                      |